# 牡绥铁路
牡绥铁路，正式名称为滨绥线牡绥段，位于黑龙江省牡丹江市境内，全长138.8公里，设计时速200公里/小时，总投资106.2亿元，以“滨绥铁路牡丹江至绥芬河段扩能改造工程”名义报批，2015年12月28日，扩能改造工程开通运营。哈牡高铁开通后，牡绥段与哈牡高铁实现贯通运营，绥芬河~牡丹江~哈尔滨间列车运行时间由4~9小时缩短至1~2小时，极大的促进绥芬河与与俄罗斯滨海边疆区间的经贸往来。

## 概況
滨绥铁路牡丹江至绥芬河段于1901年建成，由于建设年代久远，技术条件差，旅客列车运行时速只有46.5公里，严重影响了线路的通行效率。
改建工程自既有滨绥铁路牡丹江站引出，经穆棱、下城子、绥阳至边境口岸城市绥芬河，總長度138.8公里，设计速度为每小时200公里，投資106.2億元人民币，全线为双线電氣化鐵路，设牡丹江、爱河、磨刀石、穆棱、细鳞河、绥阳、绥芬河七个车站，规划运力客车40对/日、货运5000万吨/年、客运量213万人次/年。全线设桥梁43座，总长29.343千米；隧道17座，总长51.044千米，桥隧比占线路总长的57.9%。

## 进程
2008年底，原铁道部决定对滨绥线牡丹江至绥芬河段进行扩能改造，在原有线路的基础上新建二线。
2009年10月，国家发展改革委批复了滨绥铁路牡丹江至绥芬河段扩能改造工程可行性研究报告。
2010年7月8日，扩能改造工程开工建设。
2015年11月26日，全线最长隧道，7237米的双丰隧道成功贯通，12月22日，牡绥段铺轨工程全部完成。同月28日，改造工程正式竣工通车。
2018年11月18日，本线随哈牡高铁一同进入动车组列车试运行阶段。同年12月25日，哈牡高铁开通运营，本线新增经由牡丹江终至哈尔滨等地的动车组列车。
2019年11月30日，牡绥段沿线车站采用电子客票。